# Ингенблек, Вим
Виллем Йоханнес (Вим) Ингенблек (нидерл. Willem Johannes "Wim" Ingenbleek; 28 февраля 1904, Амстердам — 7 марта 1989, Амстелвен) — нидерландский футболист, игравший на позиции нападающего, выступал за амстердамский «Аякс».

## Ранние годы
Вим Ингенблек родился 28 февраля 1904 года в семье Ришарда Ингенблека и Янше Мейер. Он был третьим ребёнком в семье из четырёх детей, хотя один из его старших братьев умер в возрасте 2-х лет в 1902 году, незадолго до рождения Вима. У него были старшие брат и сестра, Адриан Матхейс и Йоханна Катарина, а также младшая сестра Антония Анна Мария.

## Спортивная карьера
В возрасте пятнадцати лет Вим стал членом футбольного клуба «Аякс». В то время он жил на Рейнвардтстрат в районе Даппербюрт, в пяти минутах езды на трамвае от стадиона «Хет Хаутен» где играл «Аякс». Вим выступал за юношескую, молодёжную и резервную команду «красно-белых».
В чемпионате Ингенблек дебютировал 27 февраля 1927 года в матче против клуба ДФК, появившись на замену вместо Хенка Твелкера. Незадолго до перерыва Вим забил гол, сделав счёт 5:0 в пользу своей команды. В конечном итоге встреча завершилась крупной победой амстердамцев — 8:2. В дебютном сезоне нападающий забил три гола в пяти матчах чемпионата. По итогам первенства страны «Аякс» занял первое место в своей группе и вышел в финальную часть чемпионата, но по её итогам занял только третье место.

## Личная жизнь
Работал офисным служащем. Ингенблек был женат на Элизабет Вюрпел, уроженке Амстердама, родившейся 7 октября 1912 года. В этом браке у них родились две дочери — Лили (1937) и Элизабет Вилхелмина (1944).
Вим умер 7 марта 1989 года в Хилверсюме, в возрасте 85 лет. Его супруга дожила до 92 лет и умерла 18 ноября 2002 года.